# Vicomté de Benauges
Pour les articles homonymes, voir Benauges (homonymie) et Benauge.
La vicomté de Benauges (parfois orthographié Benauge), est un fief de l'Entre-deux-Mers créé au XIe siècle pour les seigneurs alliés au duc de Gascogne et érigé en comté au XVe siècle. La vicomté de Benauges fut une province relevant du duché d'Aquitaine, le duc étant aussi roi d'Angleterre durant trois siècles. Le château de Benauge se trouve à Arbis en Gironde. Vers 1278, Edouard Ier donna Benauge à Jean Ier de Grailly, dont les descendants Grailly-captals de Buch puis Foix-Grailly héritèrent. 
La branche cadette des Foix-Grailly (cf. Gaston, fils puîné des comtes Archambaud et Isabelle, et père de Jean) qui reçut Benauge, Castillon et Buch, était aussi, par le mariage dudit Jean de Foix avec Marguerite Kerdeston, issue de l'aristocratie anglaise apparentée de loin à la famille royale Plantagenêt et à ses branches de Lancastre et d'York. Elle fut créée comte de Kendal en 1446, titre connu sous sa transposition française de comte de Candale. En 1462, Jean de Foix transféra son allégeance de l'Angleterre à la France, ce qui fut compris par la cour anglaise comme un abandon de son titre. Lui et ses descendants continuèrent néanmoins à faire usage du titre de comte de Benauges-Candale, alliés par le sang au comté de Foix.